# Rudolf Larysz
Rudolf Larysz, né le 27 août 1901 et décédé le 24 janvier 1968 était un militaire polonais et diplomate, qui fut parmi les premiers résistants polonais en France durant la seconde guerre mondiale à la tête des groupes de combat de l'Organisation spéciale et de la  Main-d'œuvre immigrée, rapidement rebaptisée en 1942 FTP-MOI, principalement formés de l'immigration polonaise dans le bassin minier du Nord-Pas-de-Calais.
Avec Jan Rutkowski et Stefan Franciszczak, il diffuse dès l'été 1940, préfecture du Pas-de-Calais, les premières publications, opère les premiers sabotages puis anime l'année suivante la grande grève patriotique des cent mille mineurs du Nord-Pas-de Calais de mai-juin 1941.

## Biographie

### Seconde guerre mondiale
Rudolf Larysz est né le 27 août 1901. Dans les rangs du 10e régiment d'infanterie, il participa à la guerre polono-tchécoslovaque. Puis il adhère au Parti communiste français et s'engage dans les réseaux de la Résistance intérieure française, via la Main-d'œuvre immigrée, renommée en 1942 FTP-MOI, dont une grande partie des militants sont issus de l'immigration polonaise dans le bassin minier du Nord-Pas-de-Calais. Rudolf Larysz diffuse  dans la région, et en particulier dans la ville de Lens, le journal clandestin en polonais « Nasza Walka » , et sera en 1941 l'animateur de la Grève des mineurs du Nord-Pas-de-Calais (1941).
Aux côtés de Stefan Franciszczak et  Jan Rutkowski, il est un des meneurs de la grande grève patriotique des cent mille mineurs du Nord-Pas-de Calais de mai-juin 1941. Tous trois deviennent parmi les plus recherchés par la police française et la Gestapo et doivent quitter la région pour tenter de se cacher dans l'est et en région parisienne.
Il n'a pas été arrêté lors des interpellations et s'est rendu dans l'est de la France puis a été condamné à mort par contumace.
Au sein de la Main-d'œuvre immigrée, il a fait partie de la direction parisienne, composée « de jeunes ouvriers mineurs du Nord-Pas-de-Calais, politiquement inexpérimentés »,, la section juive étant distincte, même si lui a un peu plus d'expérience que les autres. Parmi les autres, Stefan Franciszczak et Jan Rutkowski, eux aussi résistants dès 1940, mais aussi Boleslaw Maslankiewicz, Stanisław Kuc, Roman Kornecki et Franciszek Sobecki, premier secrétaire du « trio » dirigeant de la section polonaise à Paris.

### Après la guerre
Après la libération de la France, qui voit une implication massive dans certaines régions des résistants polonais en France durant la seconde guerre mondiale, il devient à partir de novembre 1945 consul général de la République de Pologne à Lille, puis, jusqu'en mai 1946, temporairement consul de la République de Pologne à Lyon.
Décédé le 24 janvier 1968, il fut enterré au cimetière militaire de Powązki à Varsovie.